# Il millesimo-secondo racconto di Sheherazade
Il millesimo-secondo racconto di Sheherazade, o anche La 1002° storia di Sheherazade (in inglese The Thousand-and-Second Tale of Scheherazade) è un racconto di Edgar Allan Poe, pubblicato nel febbraio 1845 sul Godey's Lady's Book e poi, nella versione definitiva, il 25 ottobre sul Broadway Journal.

## Trama
La storia si propone come il "vero seguito" della raccolta araba de Le mille e una notte, che l'autore afferma di aver ritrovato in un testo sconosciuto. Nella raccolta, com'è noto, la principessa Shahrazād riesce a stornare la sua esecuzione narrando ogni notte una favola a suo marito il re Shahriyār, e avendo salva la vita dopo 1001 notti e altrettante novelle.
Nel testo che l'autore afferma di aver trovato, invece, Shahrazād narra un racconto anche nella milleduesima notte, presentandolo come la continuazione delle avventure di Sindbad il marinaio; quest'ultimo si imbatte in molte creature e fenomeni anacronistici, propri non dell'ambientazione temporale della novella, bensì dei tempi di Poe (la locomotiva, un'incubatrice, la macchina analitica, la mongolfiera), ma presentati in maniera bizzarra e fantasiosa come fossero frutto di magia.
Alla fine il re ha abbastanza di quelle che a lui sembrano tutte frottole e dispone l'esecuzione di Shahrazād.